# 多倫多市長
多伦多市长是加拿大安大略省多伦多市政府的行政長官和市议会的政府首脑。市长与市议会在每4年10月的第四个星期一选举一次，没有任期限制。 在任期间，市长通常被尊称为“閣下”。 
自莊德利于2023年2月17日辞职以来，该職位一直空缺。鄒至蕙於2023年多伦多市长补选中擊敗第二名的前副市長貝安娜勝出成為市長，亦是多倫多首任少數族裔市長、多倫多市自1998年合併以來首任女市長。

## 权限
多伦多市长的大部分角色和权力都在《多伦多市法案》中规定，这是一项省级法规，于1997年首次出台，并于2006年进行了全面修订，并概述了多伦多市市长作为市议会主席和首席执行官的角色。2022年9月，安省進步保守黨省政府通过了名为《2022年强市长建设更多房屋法案》，随后又通过了《2022年更好的市政治理法案》，这两项法案都扩大了市长的行政权力。
作为市议会的负责人，市长负责确保市议会会议期间的事务高效开展，这已委托给多伦多市议会议长，但市长保留在市议会会议期间接任主席的权力。市长可以直接将项目添加到市议会的议程中，而无需通过委员会。此外，市长还拥有所有理事会委员会的当然成员，主持执行委员会、罢工委员会和公民任命委员会。市长有权任命其他城市委员会的主席以及副市长。经市长同意，市议会的另一名成员可以代替市长在委员会中的位置。市长还负责宣布该市进入紧急状态。
在《强市长法案》通过之前，多伦多政府实行所谓的“弱市长”制度，在该制度下，整个多伦多市议会行使城市的权力，市长的法定职责仅限于礼仪性职能。为了推进政策目标，市长利用领导地位充当共识建立者。《强市长法案》将多伦多的政府结构转变为一种类似于“强市长”制度的体制，将之前由市议会或市政府官员掌握的多项行政权力赋予市长。

## 副市长
市议员可由市长任命以行使授予市长的法定权力，或以名誉方式任命。

## 多伦多市长列表
隨着安大略省議會通過《1997年多倫多市法令》，大多倫多市及其轄下城鎮於1998年合併成新的多倫多市。現多倫多市承襲了大多市的管轄範圍：南界為安大略湖、西界為怡陶碧谷溪（Etobicoke Creek）和427號公路、北界為士刁路（Steeles Avenue），東界為紅河（Rouge River）。以下是合并后的现任多伦多市长名单。
|    | 照片 | 市长   | 在職時間                     | 副市长                                                                      |
| -- | ---- | ------ | ---------------------------- | --------------------------------------------------------------------------- |
| 62 |      | 賴士民 | 1998年1月1日–2003年11月30日  | 奧提斯                                                                      |
| 63 |      | 苗大衛 | 2003年12月1日–2010年11月30日 | 彭德龍                                                                      |
| 64 |      | 福特   | 2010年12月1日–2014年11月30日 | 荷禮狄（2010年-2013年） 凱利（2013年-2014年）                               |
| 65 |      | 莊德利 | 2014年12月1日–2023年2月17日  | 黃旻南 （2014年-2022年） 貝安娜（2017年-2022年） 麥凱爾維 （2022年-2023年） |
| 66 |      | 鄒至蕙 | 2023年7月12日至今            | 麥凱爾維 （2022年至今） 瑪麗可（2023年至今）                                |